# Teresa Pàmies
Teresa Pàmies i Bertran (Balaguer, 8 de outubro de 1919 — Granada, 13 de março de 2012) foi uma escritora espanhola, que escreveu a maioria de suas obras em catalão.
Foi dirigente da Juventude Socialista Unificada da Catalunha em 1937 e uma das fundadoras da Aliança Nacional de la Dona Jove (1937-1939). Foi mãe do também escritor Sergi Pàmies.
Entre suas obras, sempre de fundo autobiográfico, destacam-se Testament a Praga (1971), Quan érem capitans (1974), Va ploure tot el día (1974) e Gent del meu exili (1975). Entre os prêmios que recebeu estão o Prêmio Creu de Sant Jordi (1984), a Medalha de Ouro do mérito artístico de Barcelona (2000), o Prêmio de Honor de las Letras Catalanas (2001) e o Premio Manuel Vázquez Montalbán (2006).

## Obras publicadas
- Testament a Praga (1970)
- Quan érem capitans (1974)
- Va ploure tot el dia (1974)
- Quan èrem refugiats (1975)
- Si vas a París papà... (1975)
- Gent del meu exili (1975)
- Gent de la vetlla (1975)
- Los que se fueron (1976)
- Dona de pres (1975)
- Amor clandestí (1976)
- Aquell vellet senzill i pulcre (1977)
- Vacances aragoneses  (1979)
- La chivata (1981)
- Memòria dels morts (1981)
- Aventura mexicana del noi Pau Rispa (1982)
- Matins d'Aran  (1982)
- Rosalia no hi era (1982)
- Busqueu-me a Granada (1984)
- Segrest amb filipina (1986)
- Praga (Coleção "Las ciudades") (1987)
- Primavera de l'àvia  (1989)
- Jardí enfonsat (1992)
- Coses de la vida a ritme de bolero (1993)
- Nadal a Porto  (1994)
- La filla del Gudari (1997)
- La vida amb cançó: cròniques radiofòniques  (1999)
- Estem en guerra (2005)
- Ràdio Pirenaica (2007)
- Inform al difunt (2008)